# Karsdorf
Karsdorf è un comune tedesco di 1 453 abitanti situato nel land della Sassonia-Anhalt.